# Орёл или решка (фильм)
Орел или решка — комедия режиссёра Серджио Корбуччи, вышедшая на экраны в 1978 году.

## Сюжет
После того, как лейтенанта Джонни Фирпо лишает победы спортивная мафия, подстроив поломку мотора скутера, терпению командования военно-морских сил приходит конец. Джонни посылают разобраться с игорной мафией, проникшей во все спортивные мероприятия во Флориде. И неоценимую помощь в этом деле ему окажет его брат Чарли.

## В ролях
- Теренс Хилл
- Бад Спенсер
- Лучано Катеначчи
- Мариса Лаурито
- Ким МакКей
- Саль Борджезе